# Shadowgun Legends
Shadowgun Legends é um jogo eletrônico de tiro em primeira pessoa e de ficção científica gratuito para jogar nos aparelhos móveis, desenvolvido e publicado pela Madfinger Games para celulares Android e iOS, e com uma versão para TvOS via Apple TV. É a terceira parcela da série Shadowgun e uma sequência do primeiro Shadowgun original de 2011 e Shadowgun Deadzone de 2012, ambos jogos premiados respectivamente. Foi lançado em 22 de março de 2018. Apareceu na Google Play Store em 21 de março de 2018. Um lançamento para o Nintendo Switch foi anunciado em junho de 2018, mas nunca se concretizou.
O jogo consiste em 11 missões de campanha para um jogador e mais de 40 missões secundárias e muitos modos de jogo multijogador, como Duelo, Capture a Bandeira, Masmorras e Arenas.

## Jogabilidade
Shadowgun Legends é um jogo de tiro em primeira pessoa com alguns elementos de RPG e MMO. No início do jogo, o jogador cria um personagem Shadowgun, um soldado homem ou mulher do grupo homônimo. O jogador é então movido para a base principal de todos os Shadowguns, o Hub. Lá, o jogador pode acessar várias missões dadas por NPCs, bar no jogo, cassino, lojas e missões multijogador.
Os jogadores progridem ao completar missões dadas. As missões podem ser parte de uma Campanha de História ou uma das Side Quests. Cada missão concluída recompensará os jogadores com pontos de experiência e permitirá mais progresso no jogo.

### Jogador versus ambiente (PvE)
O jogo oferece vários tipos de jogabilidade PvE que podem ser jogados tanto no modo para um jogador quanto com um grupo de jogadores.

#### Missão Da História
Missões que avançam o enredo do jogo, descrevendo o progresso da luta contra o Torment. Podem ser jogadas nos modos Solo ou Cooperativo.

#### Missões Secundárias
Missões dadas por um dos NPCs adicionais, o jogador é enviado em uma aventura ajudando o NPC específico que atribuiu a missão ao jogador. Pode ser jogado nos modos Solo ou Cooperativo.

#### Operações
Missões curtas onde o jogador ajuda nas operações do dia a dia para outras partes do Universo Shadowgun. Pode ser jogado em cooperação com outros jogadores.

#### Masmorras
Missões mais longas projetadas para um grupo de três jogadores. A missão inclui quebra-cabeças e uma luta contra o chefe final.

#### Arenas
Desafios baseados em ondas para um grupo de três jogadores. Os jogadores têm que sobreviver a várias ondas de inimigos cada vez mais difíceis.

### Jogador contra Jogador (PvP)

#### Duelo
Partida PvP de dois jogadores um contra o outro. O primeiro jogador a marcar 5 pontos vence. O limite de tempo é de 5 minutos, se nenhum dos jogadores marcar 5 pontos antes do tempo acabar, o jogador com mais pontos vence.

#### Ascendência
Partida PvP de duas equipes de quatro. Os jogadores têm que coletar troféus derrubados do jogador inimigo morto. A primeira equipe a marcar 20 pontos vence. O limite de tempo é de 5 minutos, se nenhuma das equipes marcar 20 pontos antes do tempo acabar, a equipe com mais pontos vence.

#### Eliminação
Partida PvP de dois times de quatro. Após um jogador ser morto, o time perde um respawn. O primeiro time que usar todos os seus respawns perde.

#### Capturar a Bandeira
Partida PvP de dois times de quatro. O primeiro time a levar a bandeira inimiga para sua base 3 vezes vence.

## História
O jogo se passa no mundo de Shadowgun, uma sociedade voltada para o consumidor. O personagem principal faz parte dos Shadowguns, um grupo de mercenários de elite. O modo de vida é ameaçado pelos Torment, uma raça alienígena de partes desconhecidas da Galáxia. Eles primeiro atacam uma das colônias da Terra e desencadeiam um conflito galáctico em grande escala.

### Personagens
O jogo apresenta vários NPCs que estão ligados à história de Shadowgun Legends e jogos anteriores da franquia.

#### Slade
O lendário Shadowgun e líder atual. Fornece missões de história e recompensas. Personagem principal do primeiro jogo da série Shadowgun.

#### Pedro
Um vendedor ajudando a decodificar hologramas saqueados de missões e recebidos como recompensas. Ele também está vendendo itens cosméticos, incluindo capacetes, latas de tinta, adesivos, emotes e lápides. Pedro também dá missões secundárias aos jogadores. Ele também troca recompensas com itens coletados por Shadowguns durante eventos de tempo limitado.

#### Willow
Uma vendedora que fornece armas e itens cosméticos aos jogadores. Willow também dá Side Quests aos jogadores.

#### Big Red
Um vendedor que fornece armaduras e itens cosméticos aos jogadores. A Big Red também dá Side Quests aos jogadores.

#### Hakim
Um fornecedor que oferece contratos patrocinados aos jogadores. O jogador escolherá uma marca para representar e receberá um pagamento regular em moeda do jogo. Hakim também dá aos jogadores missões Fame Hunter, que recompensarão os jogadores com uma certa quantia de Fama.

#### Nitro
Vendedor multijogador. Os jogadores podem acessar missões PvP e PvE a partir deste ponto. Os jogadores podem comprar itens como com ouro ou fichas PvP (as fichas são ganhas jogando Team PvP).

#### S. A. R. A.
Uma personagem androide responsável pelo bar do jogo. Também pode dar Side Quests aos jogadores.

## Recepção
Shadowgun Legends recebeu críticas geralmente positivas dos críticos. Ganhou o prêmio de Jogo Mais Bonito durante o Google Play Awards de 2019.
| Agregador   | Pontuação |
| ----------- | --------- |
| Metacrítico | 86/100    |

| Publicação   | Pontuação |
| ------------ | --------- |
| Gamezebo     |           |
| Pocket Gamer |           |
| TouchArcade  |           |